# La Colorada
La Colorada là một đô thị thuộc bang Sonora, México. Năm 2005, dân số của đô thị này là 1754 người.